# Dendritcelle

Dendritceller (DC) eller antigenpræsenterende celler (APC) er specialiserede leukocytter (hvide blodlegemer), som er en del af pattedyrenes immunforsvar. De findes i huden og de indre overflader af næsen, lungerne, maven og tarmene. Der virker dendritcellerne som mellemled mellem det uspecifikke immunforsvar og det specifikke immunforsvar ved at erkende og optage antigener for derefter at præsentere dem på overfladen over for B-celler og T-celler i en lymfeknudene.
Dendritceller udvikles fra monocytter, der udvikles fra stamceller i benmarven.
Ralph M. Steinman fik i 2011 halvdelen af Nobelprisen i fysiologi eller medicin for at opdage den centrale rolle af dendritcellerne i det uspecifikke immunforsvar.

## Mekanisme
Umodne dendritceller reagerer ved hjælp af såkaldte pattern recognition receptorer (PRR) såsom de Toll-lignende receptorer (TLR) på celleoverfladen og på de indre membraner med indtrængende bakterier og virus. Ved pinocytose bliver antigenerne optaget og nedbrudt for at blive præsenteret som fragmenter på MHC-molekylerne på celleoverfladen. Samtidig aktiveres celleoverflade-receptorer kaldet immun-checkpoints, der aktiverer T-cellerne og B-cellerne.

## Typer
Konventionelle dendritceller (cDC, tidligere kaldet myeloide dendritceller, mDC) har Toll-lignende receptorer på overfladen (TLR2 og TLR4) og producerer interleukiner, specielt IL6 og IL12, tumor necrosis faktor (TNF) og chemokiner.
Plasmacytoide dendritceller (pDC) har Toll-lignende receptorer på indre membraner (TLR7 og TLR9) og producerer Interferon-alfa (INFa eller type1-Interferon). TLR 7 and TLR 9 reagerer henholdsvis med enkeltstrenget RNA (ssRNA) og ikke-methylerede CpG DNA-sekvencer.